# Unione Italiana del Lavoro
Pour les articles homonymes, voir Uil.
L'Unione Italiana del Lavoro (Union Italienne du Travail) (Uil ou UIdL) est un ancien syndicat italien (1918-1925).
Fondé en juin 1918 par Edmondo Rossoni, ex-syndicaliste révolutionnaire, ce syndicat rassembla l'aile « interventionniste » (c'est-à-dire favorable à l'entrée en guerre de l'Italie en 1915) qui fut expulsée de l'Union syndicale italienne d'inspiration syndicaliste révolutionnaire.
Syndicat attaché aux valeurs patriotiques et néanmoins syndicat de lutte, il eut une certaine influence parmi les paysans du Parmesan (fief d'Alceste De Ambris qui devint le principal dirigeant de l'Uil), les ouvriers de la Ligurie, de Milan et parmi les employés notamment de Rome.
Angelo Oliviero Olivetti en était l'éminence grise. Attaqué à partir de 1920 par les bandes du fascisme agraire auquel il faisait concurrence, ce syndicat, qui perdit beaucoup de militants subjugués par les sirènes du fascisme (dont Rossoni qui devint un chef du syndicalisme fasciste), subit le même destin que les autres syndicats italiens et finit par disparaitre en 1925 avec l'instauration de la dictature fasciste.
Il n'y a pas de lien de continuité avec le syndicat homonyme né après la Seconde Guerre mondiale.

## Membres de l'UIL
- Edmondo Rossoni
- Alceste De Ambris
- Filippo Corridoni
- Tullio Masotti
- Michele Bianchi
- Angelo Oliviero Olivetti